# Horcotes quadricristatus
Horcotes quadricristatus là một loài nhện trong họ Linyphiidae.
Loài này thuộc chi Horcotes. Horcotes quadricristatus được James Henry Emerton miêu tả năm 1882.